# Saint-Agnan-sur-Sarthe
Saint-Agnan-sur-Sarthe är en kommun i departementet Orne i regionen Normandie i nordvästra Frankrike. Kommunen ligger i kantonen Courtomer som tillhör arrondissementet Alençon. År 2022 hade Saint-Agnan-sur-Sarthe 87 invånare.

## Befolkningsutveckling
Antalet invånare i kommunen Saint-Agnan-sur-Sarthe
| Referens: INSEE |